# Passalozetes perforatus
Passalozetes perforatus is een mijtensoort uit de familie van de Passalozetidae. De wetenschappelijke naam van de soort is voor het eerst geldig gepubliceerd in 1910 door Berlese.